# La Peau et les Os (film, 1961)
Pour les articles homonymes, voir La Peau et les Os.
Pour plus de détails, voir Fiche technique et Distribution.
La Peau et les Os est un film français réalisé par Jean-Paul Sassy et Jacques Panijel, sorti en 1961.

## Synopsis
Jacques Mazur se retrouve condamné à prison pour l'assassinat de sa femme, dont il nie être l'auteur, où sa présence va créer des troubles parmi les prisonniers...

## Fiche technique
Source principale de la fiche technique
- Titre original : La Peau et les Os
- Réalisation : Jean-Paul Sassy et Jacques Panijel
- Scénario : Jean-Paul Sassy et Jacques Panijel
- Direction artistique :
- Musique : Louiguy
- Décors : Sydney Bettex
- Costumes :
- Photographie : Georges Leclerc
- Son : Séverin Frankiel
- Montage : Pierre Gillette
- Production : R. Ploquin
  - Coproduction :
  - production associée :
  - Production déléguée :
  - Production exécutive :
- Société de production : Les Films Raoul Ploquin et Standard Films
- Distribution :
- Budget :
- Pays :  France
- Format : Noir et blanc - Son : Monophonique - Format 35 mm
- Genre : drame
- Durée : ? minutes
- Date de sortie : 28 avril 1961

## Distribution
Source principale de la distribution
| - Gérard Blain : Mazur - Juliette Mayniel : Michèle - André Oumansky : Charly - Jean-Pierre Jaubert : Théo - René Dary : le directeur - Robert Party : le sous-directeur - Étienne Bierry : Gagnaire - Julien Verdier : Buttiaux - Pierre Richard : Pierini - Henri Lambert : Lasserre - Jean Besnard : Bally - Georges Lycan : Mathon - Yves Barsacq : le metteur en scène - Georges Adet : Le Goff, le recéleur - Jean Barrez | - Charles Bouillaud - Claude Castaing - Henri Coutet - Hubert Deschamps - Marie Donneaud - Michel Dupleix - Sam Endel - Michel Ferrand - Émile Genevois - Gilles Léger - Rodolphe Marcilly - Pierre Peloux - Yvon Sarray - Roger Trécan |

## Distinctions
Source principale des distinctions

### Récompenses
- 1961 : Prix Jean-Vigo